# Duncan I.

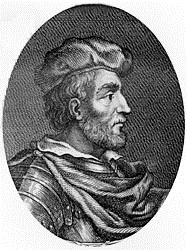
Gemälde von König Duncan I. aus dem 17. Jahrhundert – Es gibt jedoch keinerlei Beweise für die Echtheit der Darstellung

Duncan I. (anglisierte Form; in modernem Gälisch Donnchad mac Crínáin;) (* 1001; † 14. August 1040) war schottischer König von 1034 bis 1040 sowie von 1018 bis 1040 König von Strathclyde.
Er war der älteste Sohn von Crínán, dem Laienabt von Dunkeld, und von Prinzessin Bethóc, Tochter von Máel Coluim mac Cináeda (Malcolm II.) und folgte 1034 seinem Großvater mütterlicherseits auf den Thron, nachdem er bereits 16 Jahre über Strathclyde geherrscht hatte. Da Malcolm das Tanistry-System abgeschafft hatte, konnte Duncan die schottische Monarchie in ein Erbkönigtum umwandeln.
Sein Beiname lautete „der Wohlwollende“, was aber nicht immer als Kompliment gemeint war. Seine unbarmherzige Art der Staatsführung machte ihn sowohl beim Volk als auch beim Adel unbeliebt. Seine Herrschaft war geprägt durch den Konflikt mit seinem Cousin Macbeth (Mac Bethad mac Findláich), der dank William Shakespeare Teil der Weltliteratur geworden ist. Die genauen Umstände des Konfliktes sind nicht bekannt. Es ist lediglich bekannt, dass Duncan in der Schlacht nahe Elgin von Macbeth getötet wurde.
Duncan war mit einer Prinzessin von Northumberland verheiratet, die ihm vier Söhne schenkte. Malcolm III. (Máel Coluim mac Donnchada) und Donald III. (Domnall Bán) wurden später ebenfalls Könige von Schottland. Ein möglicher dritter Sohn (nicht gesichert) war Máel Muire, Earl of Atholl, dessen Enkel Harald Maddadson über Orkney herrschen sollte.
In einer frühen Version der Chronik der Könige von Alba wird der Name seiner Frau als Suthen angegeben, so dass darüber spekuliert werden kann, ob es sich vielleicht um die gälische Bezeichnung für Sybil, die Schwester des Sigurd von Northumberland, gehandelt haben könnte. Häufig wird dessen Herkunft auf Styrbjörn den Starken und Tyra Haraldsdotter zurückgeführt. Die Basis dafür ist allerdings sehr dürftig, da die Annahme einzig darauf beruht, dass Sigurd ein Sohn des Wikingers Björn gewesen sein soll. Aufgrund der Häufigkeit des Namens zu dieser Zeit kämen andere Jarls mit dem Namen Björn ebenso in Betracht.